# Великообуховский сельский совет (Миргородский район)
Великообуховский сельский совет (укр. Великообухівська сільська рада) — входит в состав
Миргородского района
Полтавской области
Украины.
Административный центр сельского совета находится в 
с. Великая Обуховка.

## Населённые пункты совета
- с. Великая Обуховка
- с. Панасовка
- с. Сакаловка

## Ликвидированные населённые пункты совета
- с. Кошевое